# لوس خايفاس
لوس خايفاس (بالإسبانية: Los Jaivas) هي مجموعة موسيقية تشيلية تهتم بمجموعة من أنواع الموسيقى وعلى رأسها الموسيقى الشعبية، الروك وكذلكموسيقى الروك التقدمية.

## التاريخ
ظهرت مجموعة لوس خافياس عالم الموسيقى بالتشيلي في عام 1963 حيث كانت تهتم بموسيقى الروك التقدمية مع خلطها بموسيقى الروك ذات الإنتاج الأمريكي الجنوبي. التقى الإخوة بارا بماريو موتيس وإدواردو غاتو (غاتو في الأسبانية تعني القط) في طفولتهم وانضموا لعالم الموسيقى، وقد اكتسبوا شهرة في فينيا ديل مار من خلال اللعب على مختلف الأجهزة والمشاركة في العديد من العروض.
لجأت الفرقة إلى دولة الأرجنتين وذلك بعد انقلاب تشيلي عام 1973، وفي عام 1977 توجهوا إلى فرنسا حيث أقاموا هناك لفترة طويلة. أما أول تغيير كبير في الفرقة فقد كان في عام 1988 عندما توفي أحد أعضاء الفريق والذي كان يحمل اسم جبرائيل؛ وقد فارق الحياة في بيرو بعد حادث سيارة مميت، هذا وتجدر الإشارة إلى أنه خلف ابنة تدعى خوانيتا وقد أخذت مكانه في الفرقة وأصبحت فيما بعد قارعة طبول.
في كانون الثاني/يناير من سنة 2003 توفي المغني الرئيسي للفرقة غاتو في كوكيمبو بشيلي بعد تعرضه لنوبة قلبية أثناء السباحة في البحر، وقد خلف ورائه هو الآخر ثلاثة أبناء انضموا جميعا للفرقة لتعويض فراغه وهم أنكاتو (عازف الإيتار)، إلوى (عازف الساكسفون) ثم أورورا (مغني)، لكن هذا الأخير غادر بعد وقت قصير من انضمامه، أما إلوى فقد توفي بنفس الطريقة التي فارق بها والده الحياة وذلك بعدما فاجئته نوبة قلبية في عام 2004 أما أنكاتو وبالرغم من كل هذا فهو لا يزال عضوا في الفرقة.

## اسم
الاسم الأصلي للفرقة كان هاي-باس (بالإسبانية: Hight-Bass) وذلك بسبب الصوت المرتفع للإيتار، لكن أعضاء الفرقة سرعان ما أدركوا أن هذا الاسم لم يكن مناسبا في اللغة الإنجليزية، لذلك قرروا تغيره لخافياس (هاي-باس)، أما هجاء خايفاس إملائيا فهو كلمة jaibas والتي تعني حيوانات السرطان في الإسبانية.

## الشهرة
تم تقديم تحية كبيرة إلى فرقة لوس خايفاس بمناسبة مرور 50 عاما على مهرجان أولموي هواسو في أولموي وذلك في التاريخ ما بين 23-26 كانون الثاني/يناير 2014.
احتفلت الفرقة بالذكرى الخمسين لتأسيسها في حفل موسيقي مفتوح أمام المتحف الوطني للفنون الجميلة في سانتياغو، عاصمة تشيلي. وكان من بين الضيوف المميزين: إنتي إيليماني ، ولوس تريس ، وكونغريسو ، وغيرهم.
استقطب الحفل حشدًا غفيرًا تجاوز 60 ألف شخص، مما تسبب في اضطرابات في المدينة، واضطرت الشرطة إلى التدخل باستخدام مدافع المياه.

## الأعضاء

### الأعضاء الحاليون
- آلان ريل (عازف غيتار ومغني)
- خوانيتا بارا (قارع الطبول)
- ماريو موتيس (مغني، عازف غيتار كهربائي، قارع طبول)
- كلاوديو بارا (مغنية بيانو)
- فرانسيسكو بوسكو (جهاز ساكسفون)
- كارلوس كابيزاس (مغني وعازف كمان وناي)

### الأعضاء السابقين
- أنكاتو (مغني وعازف غيتار)
- جبرائيل بارا † (قارع الطبول)
- إدواردو غاتو † (مغني وعازف غيتار)
- إدواردو بارا (قارع الطبول)
- الوي † (مغني، ساكسفون، وقائع طبول)
- أورورا (مغني)
- كارلوس (عازف غيتار)
- خوليو أندرسون (باس)
- كارلوس كانزاني (عازف غيتار)
- البرتو يدو
- مارسيلو مونيوز (قارع الطبول)
- فرناندو فلوريس (باس)

## وصلات خارجية
- لوس خايفاس على موقع IMDb (الإنجليزية)
- لوس خايفاس على موقع ميوزك برينز (الإنجليزية)
- لوس خايفاس على موقع أول ميوزيك (الإنجليزية)
- لوس خايفاس على موقع ديسكوغز (الإنجليزية)

- الموقع الرسمي
- ألبومات فرقة لوس خايفاس
- تحميل ألبومات لوس خايفاس